# Elaphria fuscimacula
Elaphria fuscimacula là một loài bướm đêm trong họ Noctuidae.